# Star Trek: Starfleet Academy (jeu vidéo)
Star Trek: Starfleet Academy est un jeu vidéo de simulation de combat spatial développé et édité par Interplay, sorti en 1997 sur Windows et Mac OS.

## Accueil
- PC Jeux : 72 %[1]